# カール・フィッシャー滴定
カール・フィッシャー滴定（カール・フィッシャーてきてい, Karl Fischer titration）は、分析化学における古典的な滴定法のひとつである。電量もしくは容量滴定により、試料中の微量の水の量を決定する。ドイツの化学者、カール・フィッシャーによって1935年に発明された。

## 電量滴定法
滴定セルの主室には陽極液と分析物（試料）が入れられる。陽極液はアルコール (ROH)、塩基 (B)、二酸化硫黄 (SO2)、ヨウ化物イオン (I−) からなる。典型的にはアルコールとしてメタノールまたはジエチレングリコールモノメチルエーテルが、塩基としてイミダゾールが用いられる。
また、滴定セルには陰極を陰極液に浸した小室も備えられており、2つの室はイオン透過膜によって仕切られる。
回路より電流が通ぜられると白金陽極上でヨウ素 (I2) が生じる。全体としての反応は、下式に示すように、I2 による SO2 の酸化である。1モルの水分子 (H2O) に対し、1モルの I2 が消費される。
{\displaystyle {\ce {B\cdot {I2}+B\cdot {SO2}+{B}+H2O->{2BH+I^{-}}+B\cdot SO3}}}
{\displaystyle {\ce {B\cdot {SO3}+ROH->BH+ROSO3-}}}
滴定の終点に達するまでに要した I2 を発生させるための電流の量から、試料に含まれていた水の量が計算できる。
一般に終点は双極電極法によって検出される。検出器回路として、陽極とは別の一対の白金電極を陽極液に浸し、滴定中、これら検出電極間に一定の電流を通じておく。等電点以前では溶液には I− と少量の I2 が含まれるが、等電点に達すると過剰の I2 が発生して突然電圧が下がり、これによって終点が示される。

## 容量滴定法
電量滴定法と原理は同じだが、陽極液を滴定液として用いる。滴定剤はアルコール、塩基、SO2、そして濃度既知の I2 からなる。
反応は上記と同じであり、1モルの H2O に対して1モルの I2 が消費される。終点の検出も同様である。

## 測定機器
上記の原理を応用し、水分測定を自動化した分析機器が発売されている。モデルには溶媒中に試料を直接投入するタイプと別途気化室を持ち、そこで加温蒸発した水分を溶媒中に導入するタイプがある。前者のタイプは精度は高いが溶媒の劣化が著しく、後者のタイプは精度では直接投入のタイプにやや劣るなど、機器の特性に一長一短がある。

## 利点
カール・フィッシャー滴定は以下の点で他の方法と比べ優れるとされる。
- 正確性の高さ・誤差の少なさ
- 水に対する反応の選択性の高さ
- 測定に必要とされる試料の量が少ない
- 試料準備の容易さ
- 測定時間の短さ
- 測定可能範囲の広さ（1 ppm から100%まで）
- 測定対象の広さ（固体・液体・気体）
- 他の揮発性物質が存在しても問題がない
- 自動化に適する

水分分析において、加熱による乾燥減量法と比べカール・フィッシャー滴定が特に優れる点として、水への選択性の高さが挙げられる。乾燥減量法では揮発性成分をすべて区別なく検出するためである。